# Royal Rumble 1995
De Royal Rumble 1995 was een pay-per-viewevenement in het professioneel worstelen dat geproduceerd werd door de World Wrestling Federation (WWF). Dit evenement was de achtste editie van Royal Rumble en vond plaats in het USF Sun Dome in Tampa, Florida op 22 januari 1995.

## Resultaten
| Nr.                                                                          | Match | Winnaar(s)                 |
| ---------------------------------------------------------------------------- | --- | -------------------------- |
| Dark                                                                         | Buck Quartermaine vs The Brooklyn Brawler in een één-op-één match                                                  | Buck Quartermaine          |
| 1                                                                            | Jeff Jarrett vs Razor Ramon (c) in een één-op-één match voor het WWF Intercontinental Championship                 | Jeff Jarret (nc)           |
| 2                                                                            | The Undertaker vs Irwin R. Schyster in een Grudge match                                                            | The Undertaker             |
| 3                                                                            | Diesel (c) vs Bret Hart in een één-op-één match voor het WWF Championship                                          | geen winnaar               |
| 4                                                                            | Bob Holly & 1–2–3 Kid vs Tatanka & Bam Bam Bigelow in een Tag team match voor de vacante WWF Tag Team Championship | Bob Holly & 1–2–3 Kid (nc) |
| 5                                                                            | 30-man Battle Royal match1                                                                                         | Shawn Michaels             |
| (c) huidige kampioen voor en na de match \| (nc) nieuwe kampioen na de match | |                            |

1 De 30 deelnemers van deze Battle Royal match waren: Shawn Michaels, The British Bulldog, Eli Blu, Duke Droese, Jimmy Del Ray, Sione, Tom Prichard , Doink the Clown, Kwang, Rick Martel, Owen Hart, Timothy Well, Bushwhacker Luke, Jacob Blu, King Kong Bundy, Mo, Mabel, Bushwhacker Butch, Lex Luger, Mantaur, Aldo Montoya, Henry Q Godwinn, Billy Gunn, Bart Gunn, Bob Backlund, Steven Dunn, Dick Murdoch, Adam Bomb, Fatu, Crush